# Molly Glynn
Molly Glynn, född 6 juni 1968, död 6 september 2014 i Evanston, Illinois, USA, var en amerikansk skådespelerska, känd för filmen Drömmarnas land.
Glynn avled den 6 september 2014 efter sina skador från ett fallande träd under en cykeltur.

## Filmografi
- 1998 – Morgondagens hjälte (TV-serie)
- 2002 – No Sleep 'til Madison
- 2002 – Drömmarnas land
- 2002 – Last Day
- 2007 – Low Note
- 2010 – Something Better Somewhere Else
- 2012 – Boss (TV-serie)
- 2013 – Chicago Fire (TV-serie)
- 2013 – Ctrl + Life + Delete